# Heraldisk Selskab
Heraldisk Selskab (Societas Heraldica Scandinavica) er med over 400 medlemmer Nordens næststørste forening, efter Svenska Heraldiska Föreningen i Sverige, for personer med interesse for heraldik, læren om våbenskjolde.
Selskabet har lokalafdelinger i Danmark, Norge (Trondhjem), Sverige (Göteborg, Lund, Uppsala, Värmland) og Island.

## Selskabets historie og aktiviteter
Selskabet blev stiftet i København i 1959 af en række fremtrædende primært danske heraldikere, først og fremmest Sven Tito Achen og Ernst Verwohlt. Kort efter blev foreningen omorganiseret til at være skandinavisk selskab med repræsentanter fra Finland, Island, Norge og Sverige. Siden 1960 har selskabet to gange om året (marts og oktober) udgivet det internationalt anerkendte Heraldisk Tidsskrift. Ud over dette udgiver foreningen en skriftserie, Heraldiske Studier, som med ujævne mellemrum udgiver større hæfter og bøger om heraldik, ofte i samarbejde med Syddansk Universitetsforlag, f.eks. Dansk Heraldisk Bibliografi 1569-1999 (2002) og Magtens Besegling (2013).
Societas Heraldica Scandinavica arrangerer møder, kollokvier og konferencer i eget regi eller sammen med andre organisationer. Blandt andet har SHS været vært for den 14. internationale heraldisk og genealogiske kongres i København. I de seneste år har SHS organiseret heraldiske konferencer i Roskilde (2023), Åbo/Turku (2022), Oslo (2019), Lund (2017), Sønderborg (2015), Trondhjem (2013), Helsingfors (2011), Stockholm (2009), Hillerød (2007), Oslo (2005), Åbo/Turku (2003) og Kalmar (2001).
Selskabets formænd siden etableringen:
- Ernst Verwohlt, amtsdirektør, 1959-1965
- Sven Tito Achen, redaktør, 1965-1976
- Knud Prange, universitetslektor, 1976-1997
- Allan Tønnesen, antikvar, 1997-2009
- Peter Kurrild-Klitgaard, professor, 2009-2018
- Martin Sunnqvist, rådman, jur.dr, 2018-

## SHS's våben
- Skjold: I rødt fem i kors stillede guld kroner.
- Hjelmtegn: En opvoksende guld løve holdende en rød heroldstav.
- Hjelmklæde: Rødt foret med guld.

Våbenet er antaget i 1959, med tilføjelse af hjelmtegn i 2009. Våbenet giver udtryk for de nordiske landes samhørighed med de fem kroner, der symboliserer de fem nordiske lande, Danmark, Finland, Island, Norge og Sverige. Landenes korsflag har inspireret til kronernes anbringelse, mens våbenfarverne er de farver, som kong Erik af Pommerns unionsfane havde. Hjelmtegnets løve, der holder en heroldstav, angiver selskabets virkeområde.

## Dansk Heraldisk Selskab
Det skandinaviske Heraldisk Selskab (Societas Heraldica Scandinavica) har en dansk lokalafdeling, Dansk Heraldisk Selskab (Societas Heraldica Danica), der med basis i København arrangerer foredrag, ekskursioner, udstillinger m.v.
Protektor for Dansk Heraldisk Selskab er siden 2013 H.K.H. Prins Joachim.. Formanden siden 2018 er analysedirektør Niels Arne Dam.
Afdelingen er dannet ved en omlægning i 2010 af Societas Heraldica Scandinavicas lokalafdeling for København og Omegn (grundlagt 1961). Selskabet er som sådan tilknyttet Societas Heraldica Scandinavica som dettes danske lokalafdeling. Det har dermed rødder i de to tidligere danske foreninger, Dansk Selskab for Heraldik og Sfragistik (grundlagt 1941 som Collegium Heraldicum) og Dansk Heraldisk Samfund af 1946, der i 1959 begge og samtidigt blev opløst til fordel for Societas Heraldica Scandinavica.

### Formænd for Collegium Heraldicum / Dansk Selskab for Heraldik og Sfragistik
- Kammerjunker, kaptajn Gerhard Honnens de Lichtenberg 1941-1943
- Læge F.B. Fabricius 1943-1946
- Læge Olaf Boserup Kirstein 1946-1959

### Formænd for Dansk Heraldisk Samfund
- Læge Frederik B.S. Fabricius 1946-1956
- Civilingeniør (senere kammerherre, godsejer) Henrik Berner 1956-1959

### Formænd for Dansk Heraldisk Selskab
- Professor Peter Kurrild-Klitgaard 2010-2018
- Analysedirektør, ph.d. Niels Arne Dam 2018-